# Holger Rasmussen
Holger Rasmussen, född 1870, död 1926, var en dansk skådespelare och regissör

## Filmografi roller i urval
- 1912 – Guldgossen
- 1914 – Det Hemmelighedsfulde X

## Regi
- 1909 – Grevinde X
- 1909 – Når djævle er på spil
- 1910 – La Femme
- 1910 – Mellem pligt og kærlighed